# 1966年太平洋颱風季
| 太平洋颱風季             |
| 主題頁 - 專題 - 編輯指南 |

1966年太平洋颱風季泛指在1966年全年內的任何時間，於赤道以北及國際換日線以西的太平洋水域，以及南中國海所產生的熱帶氣旋。雖然有關方面並沒有設下本颱風季的指定期限，但大部份於西北太平洋的熱帶氣旋通常都會於五月至十二月期間形成。
本條目的範圍僅侷限於赤道以北及國際換日線以西的太平洋及南海的水域。於赤道以北及國際換日線以東的太平洋水域產生的風暴則被稱為颶風，並被列入1966年太平洋颶風季。在西太平洋產生的熱帶風暴是由聯合颱風警報中心命名，國際編號為66xx。而凡進入或產生於菲律賓風暴責任範圍以內的熱帶低氣壓，菲律賓大氣地理天文部門 (PAGASA) 都會為它們訂立一個菲律賓名稱，作當地警報用途；因此同一個風暴有時候會有兩個不同的名稱。
以下各熱帶氣旋資訊以熱帶氣旋存在期間的最強形態為準。

## 熱帶氣旋
在1966年，有39個熱帶低氣壓形成，其中30個成為了熱帶風暴。20個成為了颱風。3個更成為了超級颱風。

### 颱風克斯黛（Hester）
PAGASA:Atang

### 颱風艾瑪（Irma）
PAGASA:Klaring

### 熱帶風暴露娜（Lola）
7月8日，一個熱帶低氣壓在東維薩亞斯附近海面形成，並往西北偏西移動。於7月11日越過呂宋島後，該系統進入南海出現並開始增強。它於7月12日達到熱帶風暴強度，獲命名露娜，又向西北方向趨近香港。它翌天以110公里每小時的風力和992百帕的氣壓，達到巔峰強度，皇家香港天文台把它定為強烈熱帶風暴。露娜隨後在香港附近登陸，一個人被風暴所殺，然後於7月14日在廣州市迅速消散。天文台在7月12日14時50分懸掛一號戒備信號，並在同日23時30分改掛三號強風信號。隨著露娜接近香港，天文台在7月13日19時5分及21時40分，分別改掛七號（今八號東北）、及八號（今八號東南）烈風信號。因應露娜登陸，天文台在7月14日3時30分改掛三號信號，8時15分除下所有信號，所有時間均為夏令時間。

### 颱風瑪媚（Mamie）
瑪媚是繼熱帶風暴露娜後，接連影響華南地區及香港的熱帶氣旋，該風暴在露娜消散當日在呂宋以東海面形成，隨後往西北偏西快速移動，經巴士海峽橫過南海北部，期間在東沙群島附近增強成為颱風。瑪媚隨後在廣東省西部沿海登陸，然後於7月18日在廣西壯族自治區消散。皇家香港天文台在7月16日19時懸掛一號戒備信號，並在7月17日6時改掛三號強風信號。隨著瑪媚快速接近香港，天文台在一小時後改掛七號（今八號東北）烈風信號，18時20分改掛八號（今八號東南）烈風信號，不過卻很快在不足兩小時後即20時15分直接除下所有信號，是1956年天文台重新加入三號信號後，至今唯二從烈風信號直接除下的案例，另一個是1976年強烈熱帶風暴嘉麗，所有時間均為夏令時間。

### 颱風柯娜（Cora）
臺灣彭佳嶼氣象站測得自1949年以來最大持續風力62.7m/s，陣風80m/s。

### 颱風愛茜（Elsie）
9月10日，颱風艾爾西形成後，在東沙島東方海面向東北東行進，於9月16日在恆春北方登陸，由大武附近出海，轉向東北侵襲日本。颱風艾爾西侵襲臺灣期間造成死亡失蹤10人，房屋全倒139間等災情。

## 熱帶氣旋名單
|  | - Agnes - Bess - Carmen - Della - Elaine - Faye - Gloria - Hester 1W - Irma 2W - Judy 3W - Kit 4W - Lola 5W - Mamie 6W - Nina 7W - Ora 8W - Phyllis 9W - Rita 10W - Susan 11W - Tess 12W - Viola 14W - Winnie 15W | - Alice 16W - Betty 17W - Cora 18W - Doris 21W - Elsie 23W - Flossie 24W - Grace 25W - Helen 26W - Ida 27W - June 28W - Kathy 29W - Lorna 32W - Marie 33W - Nancy 36W - Olga 37W - Pamela 39W - Ruby - Sally - Therese - Violet - Wilda | - Anita - Billie - Clara - Dot - Ellen - Fran - Georgia - Hope - Iris - Joan - Kate - Louise - Marge - Nora - Opal - Patsy - Ruth - Sarah - Thelma - Vera - Wanda | - Amy - Babe - Carla - Dinah - Emma - Freda - Gilda - Harriet - Ivy - Jean - Kim - Lucy - Mary - Nadine - Olive - Polly - Rose - Shirley - Trixv - Virginia - Wendy |